# Gibboryctes bollei
Gibboryctes bollei är en skalbaggsart som beskrevs av Roger Paul Dechambre 2006. Gibboryctes bollei ingår i släktet Gibboryctes och familjen Dynastidae. Inga underarter finns listade i Catalogue of Life.